# Allan Scott (scénariste écossais)
Pour les articles homonymes, voir Scott et Allan Scott.
Allan Scott est un scénariste et producteur écossais. Il est né le 16 septembre 1940, à Elgin dans le Moray et son véritable nom est Allan Shiah.

## Filmographie
Scénariste
- 1973 : Ne vous retournez pas (Don't Look Now), de Nicolas Roeg.
- 1975 : La Nuit de la peur (The Spiral Staircase) de Peter Collinson
- 1977 : Joseph Andrews de Tony Richardson
- 1985 : D.A.R.Y.L., de Simon Wincer.
- 1990 : Les Sorcières (The Witches), de Nicolas Roeg.
- 1991 : Cold Heaven de Nicolas Roeg
- 1995 : Two Deaths de Nicolas Roeg
- 2001 : Vengeance secrète (The Fourth Angel) de John Irvin.
- 2020: Le Jeu de la dame (mini série TV de 7 épisodes)

Producteur
- 1994 : Petits meurtres entre amis (Shallow Grave), de Danny Boyle.
- 1997 : Renaissance (Regeneration), de Gillies MacKinnon.
- 2001 : Vengeance secrète (The Fourth Angel) de John Irvin.

## Distinctions

### Nominations
- 1998 : Alexander Korda Award pour Regeneration (1997), de Gillies MacKinnon
- 1999 : Prix Génie du meilleur film et du meilleur scénario pour Regeneration (1997), de Gillies MacKinnon